# Vitali Tajbert
Vitali Tajbert (ur. 25 maja 1982 w Kazachstanie) – niemiecki bokser, były zawodowy mistrz świata organizacji WBC w wadze super piórkowej.

## Kariera amatorska
W 2003 roku zdobył srebrny medal na mistrzostwach świata w Bangkoku.
W 2004 roku zdobył brązowy medal na igrzyskach olimpijskich w Atenach. W półfinale pokonał go Aleksiej Tiszczenko, który zdobył złoty medal. Jeszcze tego samego roku został mistrzem Europy, które odbywały się w Puli.

## Kariera zawodowa
Jako zawodowiec zadebiutował w grudniu 2005 roku. Do końca 2009 roku stoczył 19 pojedynków, z których 18 wygrał, pokonując m.in. utytułowanego amatora Kirkora Kirkorowa. Porażki doznał w pojedynku o mistrzostwo Europy, kiedy pokonał go Sergiej Gulakiewicz.
21 listopada 2009 roku zdobył tymczasowe mistrzostwo świata WBC w wadze super piórkowej, pokonując jednogłośnie na punkty Humberto Mauro Gutierreza. 22 maja 2010 roku obronił już pełnoprawne mistrzostwo, pokonując przez techniczną decyzję Hectora Velazqueza. Tytuł stracił w następnej obronie, przegrywając z Takahiro Ao.